# Джун Эллисон
Джун Эллисон (англ. June Allyson, урожд. Элеанор (Элла) Гейсман (англ. Eleanor (Ella) Geisman); 7 октября 1917 — 8 июля 2006) — американская актриса, певица и танцовщица, обладательница премии «Золотой глобус» (1952).

## Биография
Эллисон родилась в семье Роберта Гейсмана и Клары Провост. Родители её отца были иммигрантами из Германии, хотя сама Эллисон утверждала, что голландцами. В 1918 году её отец-алкоголик бросил семью и её матери пришлось работать на нескольких работах, чтобы содержать себя с дочерью.
В 1925 году, когда Элле Гейсман было восемь лет, на неё упала крупная ветка дерева, в результате чего она получила несколько переломов. Врачи заявили, что она уже никогда не сможет ходить, но после многих месяцев упражнений и плавания ей удалось восстановиться. Также её вдохновителями стали Джинджер Роджерс и Фред Астер, на примере которых Элла Гейсман намеревалась научиться танцевать.
В 1938 году, будучи уже окончательно здоровой, она была принята в музыкальный хор в бродвейском шоу «Поющие новости», где хореограф поменял ей имя на Джун Эллисон. Вскоре ей удалось найти работу на одной из нью-йоркских киностудий, где и началась её кинокарьера. Первые свои годы в кинематографе Джун Эллисон играла небольшие роли в музыкальных фильмах, где ей часто доставались «шумливые» персонажи. Актриса Маргарет О’Брайен позже вспоминала, что из-за этого она даже получила прозвище «глашатай». Эллисон также продолжала играть и на театральной сцене, где в то время в большей степени проявила свой актёрский талант.

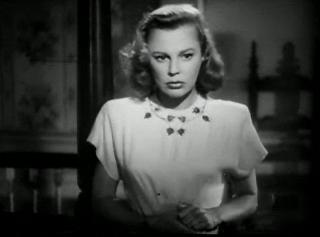
В фильме «Тайное сердце» (1946)

На экране актриса дебютировала в экранизации бродвейского мюзикла «Лучшие ножки вперёд», где повторила свою роль, которую уже играла в театре. Первые крупные роли в кино у Эллисон стали появляться с середины 1940-х годов. В те годы она снялась в таких фильмах, как: мюзиклы «Две девушки и моряк» и «Музыка для миллионов» (оба — 1944), романтическая комедия «Её высочество и посыьный» (1945), музыкальная биография композитора Джерома Керна «Пока плывут облака» (1946), драма «Тайное сердце» (1946), мюзикл «Хорошие новости» (1947), приключенческий фильм «Три мушкетёра» (1948), музыкальная биография тандема 1920-х и 1930-х — композитора Ричарда Роджерса и поэта Лоренса Харта «Песня в сердце» (1948), «Маленькие женщины» (1949) — ремейк одноимённого фильма 1933 года, биографическая драма «История Страттона» (1949) и других.
В 1952 году актриса была удостоена премии «Золотой глобус» за роль Синтии Поттер в фильме «Слишком молода, чтобы целоваться». В 1956 году актриса снялась в двух музыкальных ремейках голливудской киноклассики 30-х — «Противоположный пол» (ремейк фильма 1939 года «Женщины») и «Тебе не убежать от этого» (ремейк фильма 1934 года «Это случилось однажды ночью»). В последнем фильме её партнёром был Джек Леммон.
В 1945 году Эллисон вышла замуж за знаменитого голливудского актёра Дика Пауэлла, от которого после родила двоих детей. Пара рассталась в 1961 году, а брак официально был расторгнут лишь после смерти Пауэлла в 1963 году. Джун ещё дважды выходила замуж. Её последним мужем стал стоматолог Дэвид Эшроу, за которого она вышла в 1976 году.
В 1955 году в ежегодном опросе «Exhibitors Poll» Джун Эллисон была включена в девятку самых популярных кинозвёзд, став по популярности второй актрисой после Грейс Келли. С началом 1960-х годов актриса в основном переместилась на телевидение, где с 1959 по 1961 год неё было собственное телешоу. Позже она сыграла небольшие роли в телесериалах «Правосудие Берка», «Лодка любви», «Невероятный Халк», «Она написала убийство» и многих других. Последний раз она снялась в кино в 2001 году в роли бабушки одного из героев в романтической комедии «Девушка, три парня и пушка».
В последние годы жизни у актрисы было слабое здоровье. Ей была проведена операция по замене бедра, а после она долгое время страдала от острого бронхита. Джун Эллисон умерла от дыхательной недостаточности 8 июля 2006 года в небольшом городке в Калифорнии.
За свой вклад в кино она удостоена звезды на голливудской «Аллее славы» на Вайн-стрит 1537.

## Избранная фильмография
| Год  |   | Русское название                 | Оригинальное название   | Роль               |
| ---- | - | -------------------------------- | ----------------------- | ------------------ |
| 1944 | ф | Музыка для миллионов             | Music for Millions      | Барбара Эйнсворт   |
| 1946 | ф | Пока плывут облака               | Till the Clouds Roll By | Джейн              |
| 1946 | ф | Тайное сердце                    | The Secret Heart        | Пенни Аддамс       |
| 1947 | ф | Хорошие новости                  | Good News               | Конни Лейн         |
| 1948 | ф | Три мушкетёра                    | The Three Musketeers    | Констанция Бонасье |
| 1948 | ф | Песня в сердце                   | Words and Music         | Джун Эллисон       |
| 1949 | ф | Маленькие женщины                | Little Women            | Джо                |
| 1949 | ф | История Страттона                | The Stratton Story      | Этель              |
| 1951 | ф | Слишком молода, чтобы целоваться | Too Young to Kiss       | Синтия Поттер      |
| 1954 | ф | История Гленна Миллера           | The Glenn Miller Story  | Хелен Бергер       |
| 1954 | ф | Мир женщины                      | Woman’s World           | Кэти Бакстер       |

## Награды и номинации
| Награда        | Год  | Категория                                           | Название работы                  | Результат |
| -------------- | ---- | --------------------------------------------------- | -------------------------------- | --------- |
| Золотой глобус | 1952 | Лучшая женская роль в комедийном фильме или мюзикле | Слишком молода, чтобы целоваться | Победа    |
| Золотой глобус | 1955 | Премия Генриетты                                    | н/д                              | Номинация |